# 葬儀姫
『葬儀姫』（そうぎひめ）は、もとなおこによる日本の漫画作品。『FlexComixフレア』で2010年11月11日よりウェブ配信されている作品である。19世紀の英国をモチーフとする架空の王国「アルビオン国」が物語の舞台となっている。

## あらすじ
アルビオン国には死者を一時的に蘇生させ、延命術を行うことが出来る技術があり、選ばれた数少ない葬儀屋だけがそれを行うことが出来た。その葬儀社の一つにブロンディ葬儀屋があり、そこでは年若き少女アッシュが蘇生術を行い、弟のダストは仕事を手伝いながら常に姉を見守っており、強い姉弟愛に結ばれて幸福な暮らしを送っていた。 しかし、そんな平穏を破るかのようにアッシュを狙う黒い影が迫っており、次第に姉弟の運命を狂わせていくのであった…

## 登場人物
アッシュ
ブロンディ葬儀屋の後を継いだ少女。死者に延命を施すことが出来る。弟のダストに仕事を手伝わせている。
ダスト
アッシュの義理の弟。姉のことを慕っており、いつも側にいる。

## 単行本
当初に発売されたコミックスでは完結巻が発売されていない。2018年の新装版で完全収録が発売された。
- 『葬儀姫 LONDINIUM ROSE』 発行:フレックスコミックス フレア、発売:ソフトバンククリエイティブ（2011年）/ほるぷ出版（2012年）、1-2巻

1. 2011年9月8日初版発行 ISBN 978-4-7973-6686-0（ぽるぷ版は2012年2月1日発行）
2. 2012年9月12日初版発行 ISBN 978-4-593-88064-5

- 『葬儀姫 ロンディニウム・ローズ物語』 発行・発売:ハーパーコリンズ・ジャパン、全3巻

1. 2018年6月23日発行 ISBN 978-4-596-58015-3
2. 2018年7月24日発行 ISBN 978-4-596-58016-0
3. 2018年8月25日発行 ISBN 978-4-596-58017-7